# Jacques Charpentier
Pour les articles homonymes, voir Jacques Charpentier (homonymie) et Charpentier (homonymie).
Jacques Charpentier, docteur en philosophie et en médecine français, né en 1524 à Clermont en Beauvoisis, mort en 1574.

## Biographie
Il professa les mathématiques au Collège de France et la philosophie au Collège de Bourgogne, défendit avec ardeur le Péripatétisme, se signala par son intolérance philosophique et religieuse, et eut de vifs démêlés avec son prédécesseur Ramus, fondateur de la chaire de mathématiques : on l'accuse même de sa mort. Charles IX le nomma son médecin.

## Œuvres
Il a publié, entre autres écrits : 
- Orationes contra Ramum, 1566
- Platonis cum Aristotelele in universa philosophia comparatio [...] Parisiis : ex officina Jacobi du Puys, 1573
- un ouvrage de théologie mystique qu'il attribue à Aristote et qu'il prétend avoir traduit de l'arabe (Libri XIV qui Aristotelis esse dicuntur de secretiore parte divinae Sapientiae secundum Aegyptios), 1572.
- Compendium in communem artem disserendi, per Jacobum Carpentarium collectum, ab ipso authore postremo recognitum, Bordeaux, Simon Millanges, 1581, 32 p. (lire en ligne).